# Pietro Bonzio
Pietro Bonzio (Verolanuova, 15 ottobre 1894 – Milano, 20 novembre 1954) è stato un calciatore italiano, di ruolo ala sinistra.

## Carriera
Esordì diciannovenne nel Brescia nel campionato di Promozione Lombarda il 2 febbraio 1913 nella partita Brescia-Lambro (3-0).
La guerra lo vide marinaio e capo meccanico sulla nave "Emanuele Filiberto", poi sul cacciatorpediniere "Indomito" che gli procurò le più inattese e drammatiche avventure.
A guerra finita giocò ancora a Venezia, ma la nostalgia del Torrazzo lo rivide subito a Cremona ove giocò per tre stagioni consecutive  diventando uno dei grigio-rossi più cari alla folla. Nella Cremonese militò dunque dal 1920 al 1926; nella prima stagione giocata con i grigiorossi realizzò 10 reti su 13 partite giocate. In occasione dell'incontro con la Juventus "il roseo" ripropone alcune curiosità: Pietro Bonzio è stato il primo giocatore grigiorosso a mettere a segno una rete ai bianconeri, il gol dell'1-3 subìto a Torino nel primo incontro fra Juventus e Cremonese (15 gennaio 1923). Dalla stagione 1920-21 disputò complessivamente con i grigiorossi 88 partite segnando 24 reti in Prima Divisione.
Se ne è andato il 20 novembre 1954 a soli 60 anni, in quella tumultuosa e dinamica Milano che assorbe nel suo fervore lavorativo tante energie e le lega alla sua terra, ma l'animo di Pietro Bonzio era sempre rivolto mestamente alla sua Cremona adottiva, ai suoi ricordi giovanili, ai suoi amici tenaci, e vi ritornava di frequente in questa città, per respirare quella boccata d'aria casalinga che gli faceva tanto bene, rinfrescandogli le energie, cullato nella dolce rievocazione di tanti ricordi.